# Озёрная (Тернопольская область)
Озёрная (укр. Озе́рна) — село в Тернопольском районе Тернопольской области Украины. Административный центр Озёрнянской сельской общины.
Код КОАТУУ — 6122686701. Население по переписи 2018 года составляло 3907 человек.

## Географическое положение
Село Озёрная находится на берегу реки Высушка, выше по течению на расстоянии в 2 км расположено село Осташевцы, ниже по течению на расстоянии в 1 км расположено село Покропивная. Несколько частей села разнесены на расстояние на 3 км. Через село проходят автомобильная дорога Н-02 и железная дорога, станция Озёрная.

## История
- 1469 год — дата основания.
- 1655 год — под Озёрной состоялась битва, в которой запорожские казаки Богдана Хмельницкого и царские ратники Василия Бутурлина отразили нападение крымского хана.
- В XIX — начало XX веков — местечко Езерна входит в провинцию Галиция в составе Австро-Венгрии.
- В 1919-1939 годах входит в Тарнопольское воеводство в составе Польши.
- До 1941 года Озёрная было городом.
- До 2020 года входило в Зборовский район.

## Экономика
- Озёрная, агропромышленное ЧП.

## Объекты социальной сферы
- Школа.
- Детский сад.
- Дом культуры.

## Достопримечательности
- Братская могила советских воинов.

## Известные уроженцы
- Зварич, Владимир Васильевич (1919—1998) — украинский и советский учёный-нумизмат и археолог.